# Mert Özyıldırım
Mert Özyıldırım (* 28. Februar 1995 in Yenimahalle) ist ein türkischer Fußballspieler.

## Karriere
Özyıldırım spielte erst Vereinsfußball in der Jugendabteilungen von Antalya Yolspor, Antalyaspor, Kayseri Erciyesspor und gehörte ab 2012 der Nachwuchsabteilung von Kayserispor an. Hier wurde er im August 2015 Profifußballer und wurde für die Rückrunde der Spielzeit 2016/17 an den Viertligisten Etimesgut Belediyespor  und für die Saison 2017/18 an Bayburt Grup İl Özel İdare GS ausgeliehen.